# Davos Seaworth
Davos Seaworth é uma personagem fictícia  da série de fantasia épica A Song of Ice and Fire, do escritor norte-americano George R. R. Martin, e da série de televisão Game of Thrones. Ele é introduzido em ambas as mídias como um dos mais infames e temidos contrabandistas e pilhadores dos Sete Reinos, conhecido como Lorde Cebola, premiado e punido ao mesmo tempo pelo homem que seria seu suserano, Stannis Baratheon. Na série de televisão produzida pela HBO, ele é interpretado pelo ator irlandês Liam Cunningham.
Sua aparição na série de livros ocorre em A Clash of Kings (1998), ele é um dos personagens que narram a história e aparece em dois livros subsequentes, A Storm of Swords (2000) e A Dance with Dragons (2005), num total de treze capítulos da saga.

## Biografia

### Série literária

#### Antecedentes
Davos é um homem que nasceu em berço pobre, no lugar miserável conhecido como Bunda de Pulga, em Porto Real, a capital de Westeros, destinado a ter a vida de um pobre plebeu. Na juventude, tornou-se um dos mais notórios contrabandistas dos Sete Reinos, sempre comandando pelos portos nas noites escuras e em águas rasas traiçoeiras seu navio de vela negra com uma cebola pintada nela. Ele se casou com uma mulher chamada Marya e teve com ela sete filhos: Dale, Allard, Matthos, Maric, Devan, Stannis e Steffon. (apenas Matthos é citado e aparece na série de televisão).[carece de fontes?]
Na época da rebelião de Robert Baratheon contra o rei Targaryen, Davos furou o bloqueio de Shipbreaker Bay e contrabandeou um grande carregamento de peixe salgado e cebola para dentro de Storm's End, o grande castelo da Casa Baratheon, onde Stannis Baratheon, irmão mais novo de Robert, resistia passando fome com seus homens ao cerco de Mace Tyrell e dos Redwynes. As provisões ajudaram os homens a aguentarem até que as tropas de Ned Stark chegassem para libertá-los. Como recompensa por seus serviços, Stannis o sagrou cavaleiro, dando a ele terras à sua escolha em Cape Wrath e permitindo que ele usasse Seaworth como o nome da sua nova Casa. Entretanto, como punição pelos anos de crimes entre pilhagens e contrabandos, Stannis pessoalmente "diminuiu" a mão esquerda de Davos, cortando-lha a primeira falange de cada dedo dela. Apesar disso, Davos achou a punição de Stannis justa e manteve os ossos de seus dedos decepados em uma bolsa em volta do pescoço como um amuleto da sorte.
Ele é leal a Stannis, agradecido pelas oportunidades que teve para ele e sua família ao ser feito cavaleiro, mas várias vezes discorda dos métodos do suserano. Davos é um crente devoto da Fé dos Sete, o que o coloca em confronto com a sacerdotisa vermelha Melisandre, que prega a fé de  R'hllor. Ele tenta sempre ser honesto com Stannis, dizendo o que lhe vem à mente ao invés do que o outro quer ouvir.

#### A Clash of Kings

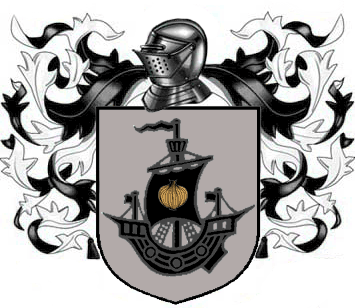
Brasão de armas da Casa Seaworth

Stannis se autoproclama rei, herdeiro de seu irmão morto, Robert Baratheon, devido à ilegitimidade de Joffrey Baratheon, seu sobrinho. Davos o apoia, apesar de seu desgosto em vê-lo convertido à Fé de R'hllor pela influência da sacerdotisa Melisandre. Ele é enviado pelo reino para levar cartas proclamando que os filhos de Robert com a esposa Cersei são fruto de incesto dela com o irmão, Jaime Lannister, assim tentando impedir Joffrey de assumir o trono, mas Stannis recebe pouco apoio. Os dois navegam com a frota Baratheon para cercar Storm's End. O irmão mais novo de Robert e Stannis, Renly Baratheon, também se declara rei e tenta derrotar Stannis mas é assassinado por uma "sombra" criada por Melisandre. O castelão de Storm's End, Ser Cortnay Penrose, recusa-se a se render. Davos aconselha Stannis contra um ataque a Porto Real antes de conseguir subjugar Storm's End mas ele teme que os lordes de Storm não o seguirão se parecer derrotado. Davos traz Melisandre, por quem ele ainda nutre fortes preconceitos, para as cavernas sob Storm's End, onde ela dá a luz a uma "sombra" que mata Ser Penrose, permitindo a Stannis reivindicar Storm's End a  Edric Storm, seu sobrinho ilegítimo via Robert. Davos recebe o comando de um navio para a Batalha de Blackwater, onde Stennis tenta invadir e tomar Porto Real. Porém, ele sofrem uma grande derrota quando Tyrion Bannister usa de "fogo vivo" para incendiar e destruir a maioria da frota atacante e Davos perde quatro de seus filhos na batalha. Ele mesmo é jogado ao mar nas costas de Porto Real mas é recuperado pelos homens de Stannis. 

#### A Storm of Swords
Amaldiçoando Melisandre pela derrota, ele planeja sua morte; porém, a mágica da sacerdotisa a avisa do plano e Davos é aprisionado por Ser Axell Florent, um dos comandantes de Stannis que também ameaça matá-lo, caso ele não o ajude a ser a Mão do Rei quando Stannis tomar a coroa e o Trono de Ferro. Stannis o liberta e pede seus conselhos sobre o ataque à Ilha Claw. Davos argumenta que seria injusto e cruel atacar a ilha, porque apesar de Lord Caltigar ter se ajoelhado para Joffrey Baratheon, seu povo é ínocente e apenas segue seu líder. Agradecido pela honestidade de Davos, Stannis o nomeia como Mão do Rei. Então acontece um ritual onde ele assiste Stannis usar o sangue tirado de Eric Storm por sanguessugas para amaldiçoar seus três reis rivais. Após dois destes reis, Balon Greyjoy e Robb Stark morrerem, Stannis pensa em fazer o sacrifício de Eric para acordar o dragão adormecido sob a Pedra do Dragão, contra os conselhos de Davos. Ao saber da morte de Joffrey Baratheon, Davos liberta Eric e o envia para as Cidades Livres.
Aprendendo a ler, Davos descobre uma carta da Muralha, pedindo ajuda contra a invasão dos Selvagens. Ele convence Stannis a navegar com a esquadra para o Norte e ajudar a Patrulha da Noite contra os Selvagens, que fogem dos Outros. Após a vitória, Davos é enviado a Porto Branco para persuadir  Wyman Manderly, um dos mais poderosos lordes nortistas, a apoiar a causa de Stannis.

#### A Feast for CrowseA Dance with Dragons
Davos chega a Porto Branco e descobre que Manderly está hospedando três membros da Casa Frey que traíram os Stark no Casamento Vermelho, matando Robb Stark e muitos outros homens do Norte. Mesmo assim, Davos diz que o Norte deveria apoiar Stannis e depois ele lhes dará a vingança que desejam. Manderly porém aprisiona Davos e manda mensagem a Porto Real mentindo que o executara. Ele é aprisionado em Wolf's Den mas depois libertado e trazido à presença de Manderly que lhe explica que não pode desafiar publicamente os Lannisters  enquanto seu único filho sobrevivente fosse um prisioneiro dos Frey, mas ele retornou. Ele também deixa implícito que matará os três Frey em sua casa e revela que muitos lordes do Norte querem depor a Casa Bolton, que assumiu o controle do Norte depois de trair os Stark mas não ousam desafiar os Bolton até que um herdeiro Stark possa ser encontrado. Ele também revela que dá abrigo a um ex-escudeiro de Theon Greyjoy que testemunhou a tomada e o saque de Winterfell por Ramsay Bolton e acompanhou o pequeno Rickon Stark, que conseguiu fugir depois do saque ajudado por alguns adultos leais aos Stark. Manderly diz a Davos que se ele conseguir recuperar Rickon da ilha canibal de Skagos, os lordes do Norte apoiarão Stannis. 

### Série de televisão

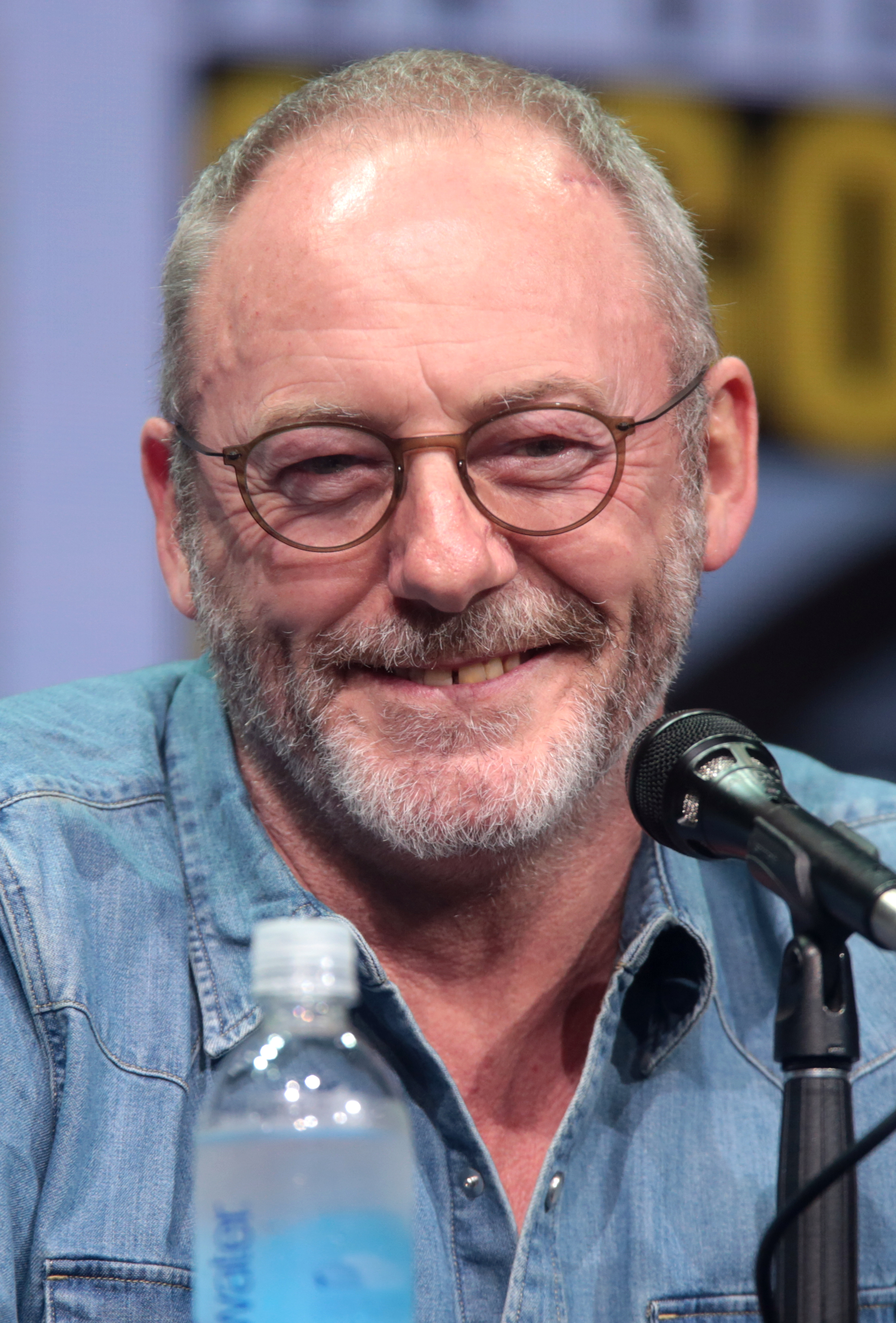
Liam Cunningham vive Davos Seaworth em sete temporadas de Game of Thrones

Davos Seaworth aparece somente na 2ª temporada da série. Na tv, ele tem as falanges da mão direita cortadas, ao inverso do livro, porque o ator Liam Cunningham, que o vive na série, é canhoto. Ele faz referência a ter vários filhos mas apenas um é mencionado e aparece na série,  Matthos.[carece de fontes?]
Sobre a personagem, Liam diz: "Davos é o compasso moral de Game of Thrones". Ele acha que nunca poderia ser comparado a Davos: "Se você colocar uma corda em volta do meu pescoço eu vou guinchar feito uma menininha. Acho que ele no máximo a ajeitaria com o queixo".

#### 2ª temporada (2012)
Quando Renly Baratheon recusa-se a se render a Stannis, Davos recebe ordens de navegar com Melisandre para Storm's End. Quando chegam na costa, ele fica horrorizado em ver que ela gera um demônio de sombra que depois assassina Renly. Os lordes de Storm prestam juramento de lealdade a Stannis, que planeja uma ataque naval a Porto Real e dá a Davos o comando da frota. Quando a frota Baratheon chega à Baía de Blackwater, um navio carregado de "fogo selvagem" é detonado no meio da frota, causando grande destruição. O navio de Davos é um dos mais próximos da armadilha e e ele é jogado ao mar enquanto a embarcação afunda incendiada.

#### 3ª temporada (2013)
Davos sobrevive nadando até uma rocha onde é resgatado por seu velho amigo pirata  Salladhor Saan, que revela que seu filho Matthos foi morto na batalha. Ele amaldiçoa Melisandre pela derrota e faz um plano para matá-la mas falha e é jogado nas masmorras. Durante seu cativeiro, a filha de Stannis,  Shireen, descobre que ele é analfabeto e o ensina a ler. Mais tarde Stannis o liberta e o transforma em sua Mão. Stannis e Melisandre planejam sacrificar o filho bastardo de Robert, Gendry, mas Davos o liberta e o ajuda a fugir para Pedra do Dragão. Um irado Stannis descobre que Davos deu fuga a Gendry e resolve executá-lo, até que Davos lhe apresenta uma carta de Castle Black, na Muralha, avisando que os Caminhantes Brancos voltaram. Melisandre confirma isto e aconselha Stannis de que será melhor ter Davos a seu lado quando a Longa Noite chegar e Stannis o perdoa.

#### 4ª temporada (2014)
Após a morte de Joffrey Baratheon, Stannis repreende Davos por não conseguir mais homens para as tropas. Ele então arranja um encontro com  Tycho Nestoris, o representante do Banco de Ferro de  Braavos e o persuade a bancar Stannis financeiramente. Davos usa o dinheiro para alugar navios e contratar mercenários e com eles arma o exército e a armada Baratheon, que se dirige ao Norte, onde expulsa os Selvagens da Muralha e os derrota em combate.

#### 5ª temporada (2015)
Depois de derrotar os Selvagens, Stannis marcha com seu exército para o sul, em direção a Winterfell, e Davos o acompanha. Próximos ao fim da jornada,  homens de Ramsay Bolton se infiltram no acampamento militar de Stannis, destroem seus suprimentos e roubam seus cavalos. Davos é mandado de volta à Muralha em busca de reforço e suprimentos sem saber que Stannis decidiu sacrificar a própria filha ao Deus R'hllor para marchar em frente a pé e assegurar sua vitória. Em Castle Black, mesmo simpático ao pedido, Jon Snow não tem condições de ajudar. Pouco depois Melisandre chega à Muralha depois de fugir do resultado da imolação de Shireen. Davos então compreende que Stannis foi derrotado e que a menina está morta, mesmo com Melisandre não contando seu papel em tudo.

#### 6ª temporada (2016)
Davos é o primeiro a descobrir o corpo de Jon Snow após seu assassinato por outros patrulheiros amotinados e o esconde num depósito, protegidos por um grupo leal a Jon. Depois dos Selvagens sob o comando de Tormund Giantsbane, que se tornara amigo de Jon, aprisionarem os patrulheiros rebeldes, Davos convence Melisandre a tentar uma ressurreição de Jon, que acaba bem sucedida. A "morte" de Jon o livra dos laços com a Patrulha da Noite e ele decide angariar aliados para marcharem com ele para Winterfell. Davos o acompanha e é hábil o suficiente para convencer a jovem Lady  Lyanna Mormont a oferecer a ajuda da Casa Mormont, apesar de poucas outras Casas fazerem o mesmo. Durante a marcha do Exército do Norte para Winterfell, Davos encontra pedaços de uma pira de sacrifício e restos queimados do cervo de madeira que ele havia esculpido para Shireen como um presente, e percebe que ela havia sido sacrificada por Melisandre. A princípio ele guarda a descoberta para si mesmo e participa da vitória das forças leais a Snow sobre Ramsay Bolton. Depois que a batalha termina e Winterfell é reconquistada, Davos a confronta e a sacerdotisa confessa ter sacrificado a menina. Davos quer matá-la ali mesmo mas Jon intervém, e por ter sido trazido de volta à vida por Melisandre lhe concede o exílio permanente do Norte mas Davos ameaça matá-la se algum dia ela voltar ali. Depois ele se mistura entre os soldados e lordes que coroam Jon Snow como Rei do Norte.

#### 7ª temporada (2017)
Jon recebe um convite de Daenerys Targaryen para ir a Pedra do Dragão e prestar-lhe obediência dobrando o joelho. Apreensivo, ele decide ir para tentar conseguir acesso às minas de vidro-de-dragão sob a montanha e leva Davos com ele. Lá, no encontro com Daenerys, Davos corrobora o retorno dos Caminhantes Brancos, e apesar da pouca credulidade de Daenerys ela permite que Jon extraia o vidro das minas. O conselheiro e Mão de Daenerys, Tyrion Lannister, sugere que Jon atravesse a Muralha para capturar uma "Criatura" e apresentá-la à rainha de Westeros, Cersei Lannister, como evidência dos Caminhantes Brancos. Davos introduz Tyrion secretamente dentro de Porto Real após o retorno de Jon, para arranjar um encontro secreto entre ela, Daenerys e Jon sobre a ameaça dos Caminhantes visando uma defesa comum. Enquanto Tyrion se encontra com Cersei, Davos procura Gendry, o filho bastardo de Robert Baratheon que se esconde sob a identidade de ferreiro na capital. Gendry volta com Davos para Pedra do Dragão, confessa a Jon sua descendência e é aceito no grupo que irá atrás de uma Criatura além da muralha. Davos acompanha Jon e seu grupo até o forte de  Eastwatch-by-the-Sea, ficando lá enquanto os outros se aventuram no desconhecido atrás da Criatura. No começo da noite Gendry retorna semiconsciente dizendo que Jon e seus aliados estão cercados por Caminhantes Brancos e que ordenou que enviassem um corvo-mensageiro a Daenerys pedindo ajuda. Daenerys chega com seus dragões e resgata o grupo de Jon, enquanto ele foge do local no lombo de um cavalo até a Muralha. Davos segue Jon, Daenerys e Sandor Clegane na jornada de volta à Pedra do Dragão.

#### 8ª temporada (2019)
Davos chega a Winterfell com o grupo vindo da Muralha e de Pedra do Dragão e lá atua como conselheiro informal de Jon. A batalha contra os mortos-vivos que vem vindo do Norte se aproxima e quando ela está prestes a começar, ele vê Melisandre chegar a cavalo ao campo de batalha em frente da fortaleza e criar fogo com sua magia nas espadas e cimitarras dos guerreiros Dothraki prontos para atacar os mortos-vivos. Davos ordena a abertura dos portões para a entrada de Melisandre e ao se encararem numa das varandas do castelo, diante de seu olhar de ódio mortal, ela diz que ele não se dê ao trabalho de matá-la ali porque ela estará morta até o final do dia. Ele também testemunha a conversa da sacerdotisa com Arya Stark, quando Melisandre lembra a Arya que uma vez profetizou que ela mataria muitas pessoas de olhos escuros, verdes e azuis. Durante a batalha, Davos toma posição em cima das muralhas de onde tenta coordenar alguma defesa e, sem sucesso, sinalizar para os dragões de Daenerys e Jon para que lancem chamas na trincheira em frente ao castelo para deter os invasores. Ele assiste Melisandre criar fogo nas trincheiras através de sua mágica e orações ao Deus da Luz. Quando a batalha termina com a vitória dos vivos, Davos vê a sacerdotisa deixar Winterfell, caminhar pela neve, retirar a gargantilha que lhe dava vida, beleza e juventude, envelhecer, morrer e ser transformada em pó. 
No banquete em comemoração à vitória, ele é o primeiro a fazer um brinde quando seu protegido, Gendry, é sagrado Lorde de Storm's End por Daenerys Targaryen. Depois da derrota de Cersei e a destruição de Porto Real por Daenerys e seu dragão, Davos vaga pelas ruas destruídas e queimadas cheias de cadáveres com Jon e Tyrion. Desolado com o que vê, ele impede Jon de se confrontar com Verme Cinzento e seus homens que matam prisioneiros rendidos do exército Lannister pelas ruas. Ele participa da reunião de lordes de Westeros que escolhe um novo rei e ajuda a sagrar Bran Stark como novo rei dos Sete Reinos. Tyrion é feito novo Mão do Rei e Davos recebe o cargo de Mestre dos Navios no novo Pequeno Conselho. 